# Dolores Cassinelli
Pour les articles homonymes, voir Cassinelli.
Dolores Cassinelli, née le 4 juillet 1888 à Chicago et morte le 26 avril 1984 à New Brunswick, est une actrice américaine. Elle est apparue dans 69 films entre 1911 et 1925.

## Filmographie

### Cinéma
- 1918 : N'oublions jamais de Léonce Perret
- 1918 : La Princesse voilée : Therese Verneuil
- 1918 : Le Million des sœurs jumelles : Princess
- 1918 : Zongar : Wanda Vaughan
- 1919 : Le Droit de mentir : Carlotta
- 1919 : Le Ruisseau (The Virtuous Model) d'Albert Capellani : Denise Fleury
- 1919 : Les Étoiles de la gloire de Léonce Perret : Doris Parker
- 1920 : La flétrissure : Helen Sanderson
- 1920 : Le voile du mensonge : Wanda Hubbard / Lucille Hubbard
- 1920 : The Hidden Light : Cynthia Holmes
- 1921 : Anne of Little Smoky : Gita
- 1921 : Forever (en) de George Fitzmaurice : Dolores
- 1922 : Secrets of Paris : Lola
- 1922 : The Challenge (en) : Barbara Hastings
- 1923 : Christopher Columbus : Queen Isabella
- 1923 : Jamestown : Pocahontas
- 1924 : Coureur de dot de Frank Tuttle  : Signorina Vitale
- 1924 : Lend Me Your Husband : Mrs. Seton
- 1925 : The Midnight Girl de Wilfred Noy : Nina
- 1925 : The Unguarded Hour : Duchess Bianca

### Courts-métrages
- 1911 : A False Suspicion
- 1911 : Bill Bumper's Bargain
- 1911 : The Right John Smith
- 1911 : Two Men and a Girl
- 1911 : Winning an Heiress
- 1912 : A Corner in Whiskers
- 1912 : A Little Louder, Please!
- 1912 : A Money?
- 1912 : A Soul Reclaimed
- 1912 : An Adamless Eden
- 1912 : Billy McGrath's Art Career
- 1912 : Billy McGrath's Love Letters
- 1912 : Billy and the Butler
- 1912 : Cupid's Leap Year Pranks
- 1912 : Detective Dorothy
- 1912 : Do Dreams Come True?
- 1912 : From the Submerged
- 1912 : Giuseppe's Good Fortune
- 1912 : Her Adopted Father
- 1912 : Miss Simkins' Summer Boarder
- 1912 : Mr. Hubby's Wife
- 1912 : Mr. Up's Trip Tripped Up
- 1912 : Napatia, the Greek Singer
- 1912 : Our Neighbor's Wife
- 1912 : Out of the Night
- 1912 : The 'Lemon'
- 1912 : The Fisherman's Luck
- 1912 : The Grassville Girls
- 1912 : The House of Pride
- 1912 : The Laurel Wreath of Fame
- 1912 : The Old Wedding Dress
- 1912 : The Redemption of Slivers
- 1912 : The Rivals
- 1912 : The Tale of a Cat
- 1912 : The Virtue of Rags
- 1912 : Well Matched
- 1913 : A Successfull Failure
- 1913 : A Wolf Among Lambs
- 1913 : Bread Upon the Waters
- 1913 : Cinderella's Gloves
- 1913 : Cupid and Three
- 1913 : Dad's Insanity
- 1913 : Dollars, Pounds, Sense
- 1913 : Don't Lie to Your Husband
- 1913 : Love Incognito
- 1913 : Love and Lavallieres
- 1913 : Mr. Dippy Dipped
- 1913 : The Broken Heart
- 1913 : The Capture
- 1913 : The Divided House
- 1913 : The Girl at the Brook
- 1913 : The Girl in the Case
- 1913 : The Laird of McGillicuddy
- 1913 : The Melburn Confession
- 1913 : The Misjudging of Mr. Hubby
- 1913 : The Outer Shell
- 1913 : The Price of Gold
- 1913 : The Unknown
- 1913 : The Wolf of the City
- 1913 : Their Wives' Indiscretion
- 1913 : What George Did
- 1913 : When Soul Meets Soul
- 1914 : Too Late
- 1916 : Tom and Jerry Divorced
- 1916 : Tom and Jerry Kidnapped
- 1916 : Tom and Jerry Quarantined
- 1916 : Tom and Jerry in Dreamland
- 1916 : Tom and Jerry in a Fog
- 1916 : Tom and Jerry in the Chorus
- 1916 : Tom and Jerry in the Movies
- 1916 : Tom and Jerry on the Field of Honor
- 1916 : Tom and Jerry, Bachelors
- 1916 : Tom and Jerry, Knights of the Garter
- 1923 : Jamestown